# Municipio de Buffalo (condado de Scott)
Buffalo Township es una subdivisión territorial del condado de Scott, Iowa, Estados Unidos. Según el censo de 2020, tiene una población de 4965 habitantes.

## Geografía
El municipio está ubicado en las coordenadas 41°28′50″N 90°43′53″O / 41.48056, -90.73139 (41.480574, -90.731491). Según la Oficina del Censo, tiene una superficie total de 60.03 km², de los cuales 57.28 km² corresponden a tierra firme y 2.75 km² están cubiertos de agua.

## Demografía
Según el censo de 2020, hay 4965 personas residiendo en la zona. La densidad de población es de 86.7 hab./km². El 94.18 % de los habitantes son blancos, el 0.46 % son afroamericanos, el 0.10 % son amerindios, el 0.44 % son asiáticos, el 0.77 % son de otras razas y el 4.05 % son de una mezcla de razas. Del total de la población, el 3.26 % son hispanos o latinos de cualquier raza.